# Callyspongia ramosa
Callyspongia ramosa är en svampdjursart som först beskrevs av Gray 1843.  Callyspongia ramosa ingår i släktet Callyspongia och familjen Callyspongiidae. Inga underarter finns listade i Catalogue of Life.